# ليبرالية ديمقراطية
الليبراليّة الديمقراطيّة (بالإنجليزيّة: Democratic liberalism) تهدف إلى الوصول لتركيب من الديمقراطية يتكوَّن من مشاركة الناس في السلطة، والليبراليّة، وفلسفة سياسيّة و/أو اجتماعيّة تدافع عن حرية الأفراد. نشأت الليبراليّة الديمقراطيّة منذ الحرب العالمية الأولى (حينما شجَّعت معظم الأمم الكبيرة الاقتراع العموميّ)، وكان سؤالها الأساسيّ هو كيف نجعل الناس مهتمين بالسياسة خارج إطار الانتخابات.
يصف الليبراليّون الديمقراطيّون في المملكة المتحدة إيديولوجيتهم بأنها «تمكين الناس»، فإن أيديولوجيّة الليبراليّون الديمقراطيّون تقوم على الأفكار الليبراليّة، فهم يعارضون تركيز السلطة في كيانات لا تُعد ولا تحصى. إنهم يقترحون لامركزيّة السلطة خارج ويستمينستر والإصلاحات البرلمانيّة والانتخابيّة، لخلق حكومة ذات تركيب متعدد الطبقات لصنع القرارات فيما يرونه صحيحًا، يشمل ذلك الجمعيات المحليّة والاتحاد الأوروبيّ والمنظمات الدوليّة، ويدعمون المزيد من التعاون والتداخل مع الاتحاد الأوروبي واعتماد اليورو (إلا أن ذلك لم يعد موجودًا في جدول أعمالهم). يريد الليبراليّون الديمقراطيّون أن يحموا الحريات المدنيّة، كما يعارضون تدخُّل الدولة في الشئون الشخصيّة.
يقول كريغ دونكان في «الليبراليّة الديمقراطيّة: سياسة الكرامة»: 